# Sangatte
Sangatte là một xã trong vùng Hauts-de-France, thuộc tỉnh Pas-de-Calais, quận Calais, tổng Calais-Nord-Ouest. Tọa độ địa lý của xã là 50° 56' vĩ độ bắc, 01° 45' kinh độ đông. Sangatte nằm trên độ cao trung bình là 4 mét trên mực nước biển, có điểm thấp nhất là 0 mét và điểm cao nhất là 151 mét. Xã có diện tích 14,28 km², dân số vào thời điểm 1999 là 4046 người; mật độ dân số là 283 người/km².

## Thông tin nhân khẩu
| 1962  | 1968  | 1975  | 1982  | 1990  | 1999  |
| ----- | ----- | ----- | ----- | ----- | ----- |
| 3 309 | 3 340 | 3 332 | 3 199 | 3 326 | 4 046 |